# Dirty Diana
"Dirty Diana" er en sang af den amerikanske sangskriver og sanger Michael Jackson fra dennes syvende studiealbum, Bad. Sangen blev udgivet på Epic Records den 18. april 1988, som den femte single fra Bad. Sangen fremviste en hårdere rocklyd, i stil med det fra "Beat It" fra albummet Thriller. "Dirty Diana" blev skrevet og co-produceret af Jackson og produceret af Quincy Jones. Sangens tekst vedrører groupier. "Dirty Diana" har et moderat tempo og bliver spillet i g-mol.
"Dirty Diana" blev generelt modtaget godt af datidens musikanmeldere.[kilde mangler] Sangen var også et kommercielt hit på verdensplan i 1988, hvor det blandt andet lå nummer et i USA på Billboard Hot 100. Sangen var også i top ti i flere lande, heriblandt Storbritannien, Frankrig, Italien og New Zealand. "Dirty Diana" var den femte og sidste nummer der blev nummer et på Hot 100 fra albummet Bad. I 2009, efter Jacksons død i juni, gik sangen igen ind på alverdens hitlister, mestendels på grund af digitale download-salg.[kilde mangler] En musikvideo til "Dirty Diana" blev filmet foran et live-publikum og blev udgivet i 1988.

## Baggrund og komposition
"Dirty Diana" blev skrevet og co-produceret af Jackson, og produceret af Quincy Jones. Sangen var en del af Jacksons syvende studiealbum, Bad. Sangen blev udgivet på Epic Records den 18. april 1988, som den femte single Bad. Efter "Beat It", var "Dirty Diana" den anden rock-sang i hans solokarriere, mere specifik en rock-ballade, med lyrik om en vedholdende groupie. Jackson hyrede Billy Idols tidligere guitarist Steve Stevens til at hjælpe ham på nummeret. Tidlige rygter foreslog af sangen var en form for joke lavet på hans gode ven Diana Ross, dette blev dog senere afvist. Faktisk er Ross begyndt at bruge sangen som en overture til sine koncerter kort før hun går på scenen. I et interview fra den specielle udgave af Bad, bekræftede Jones at sangens lyrik er om groupier. Jackson bekræftede også dette i et interview med Barbara Walters, og tilføjede at sangen ikke var om Prinsesse Diana, selvom hun personligt havde fortalt ham at det hendes yndlingssang blandt hans sange.
I anmeldelsen af Bad, beskriver Los Angeles Times-anmelderen Richard Cromelin "Dirty Diana" som en hård rock-sang. Han skrev om den "'Dirty Diana' prøver at være årets 'Beat It'- en hård rock sang om en ihærdig groupie der bliver sendt i kredsløb af en Steve Stevens guitar-solo". All Music Guides Stephen Thomas Erlewine betragter også "Dirty Diana" som en hård rock-sang, hvor han i en anmeldelse af albummet siger "Dette betyder at han har bevæget sig dybere ind i den hårde rock, dybere ind i 'adult contemporary', dybere ind i hård dance-musik -- essentielt taget hver potion af Thriller til det ekstreme" og kvalificeret sangen som "misogynetisk 'Dirty Diana'".
Jon Pareles, en journalist hos The New York Times, så "Dirty Diana" som en sang om "groupier der hængter sig fast på fortælleren, mixer den seksuelle frygt i 'Billie Jean', med den hårde guitar fra 'Beat It'". I sin anmeldelse af Bad, beskrev Thom Duffy fra 'Orlando Sentinel' "Dirty Diana" som en Heavy metal-ballade, ved at sige at "Dirty Diana, en fortælling om en skadelig forførende fan, giver Jackson mulighed for at lave hæderlig heavy-metal rock-jamren" hvilket kritikeren skrev var "ledsaget af en solo fra Steve Stevens, guitaristen fra Billy Idols band". Philadelphia Inquirer beskriver også Dirty Diana som en heavy metal-ballade. De skrev "Plus, for at gøre rock-publikummet glade (i stil med 'Thriller' crossover-smashet 'Beat It' med Eddie Van Halen), har Michael lavet en heavy metal-farvet 'Dirty Diana', med Billy Idols guitarist Stevie Stevens.
"Dirty Diana" er skrevet i nutid og kører i et moderat tempo på 104 BPM. Jacksons vokaler er sunget inden for Bb3 og G5. Instrumenterne består af guitar og piano og bliver spillet i g-mol.

## Anmeldelser og kommerciel modtagelse
"Dirty Diana" modtog blandede anmeldelser af datidens musikkritikere. Stephen Thomas Erlewine, der skrev for Allmusic, følte at "Dirty Diana" og "Man in the Mirror" "viste Jackson fra sin værste side" på Bad. Musikkritikeren Robert Christgau så "Dirty Diana" som værende ligeså "misogynisk som hvilket som helst stykke metal sut-min-pik". Jon Pareles beskriver "Dirty Diana" som reducerende Jackson til en "forskræmt tudeprinsesse". Davitt Sigerson fra Rolling Stone gav sangen en mere positiv anmeldelse. Selvom hun kaldte den en fyld-sang, mente hun stadig at sangen, sammen med Speed Demon, hvad hvad der gjorde Bad, "rigere, sexier, bedre end Thrillers uforglemmelige". Hun noterede at "Dirty Diana" var en "betydelige indspilning", på trods af den "ubetydelige melodi". Jennifer Clay fra Yahoo! Music kommenterede at mens Jacksons lidt mere kantede ydre var "lidt svært at sluge", virkede det musiske ydre på sangene "Bad", "Man in the Mirror" og "Dirty Diana", men ikke "på samme måde som Thriller".
Ligesom tidligere singler fra Bad, gik "Dirty Diana" ind på hitlisterne i top ti og top tyve i hele verden. Det opnåede en førsteplads i USA på Billboard Hot 100 den 2. juli 1988, efter ni uger på listen. "Dirty Diana" var albummets femte single i træk til at toppe Hot 100-listen. Internationalt nåede sangen indenfor top 30 på flere forskellige hitlister. Sangen toppede som nummer et i Spanien, hvor den forblev i én uge. Sangen opnåede også top fem placeringer i Danmark, Holland, og New Zealand, hvor det blev til en andenplads, tredjeplads og femteplads henholdsvis. Sangen kom ind på en 14. plads i Storbritannien den 16. juli 1988. Den følgende uge røg på den op på fjerdepladsen, hvor den forblev i to uger.
"Dirty Diana" toppede som nummer seks i Italien, nummer syv i Østrig og nummer ni i Frankrig. Sangen lå nummer 17 i Norge, ligesom den toppede som nummer 29 og 30 i Sverige og Australien henholdsvis. Efter Jacksons død i juni 2009, oplevede hans musik en eksplosiv vækst i popularitet. I juli 2009 oplevede "Dirty Diana" et stærkt opsving på hitlisterne, især takket være det digitale download-salg. Sangen lå nummer 18 på den digitale franske singlehitliste den 4. juli 2009. Den 12. juli toppede sangen som nummer tretten i Schweiz. "Dirty Diana" kom også ind på den britiske hitliste den 4. juli 2009, som nummer 50, og toppede ugen efter som nummer 26. Sangen begyndte herefter at ryge ud af listerne igen.

## Musikvideo
Den fem minutter lange musikvideo til sagen blev instrueret af Joe Pytka. Denne musikvideo vandt "Number One Video in the World" ved det andet årlige World Music Awards den 14. april 1989. Den er med på DVD-albummerne Number Ones og Michael Jackson's Vision.

### Video af live-optræden
En anden, syv minutter lang video, af en live-optræden (der ikke skal forveksles med den rigtige musikvideo) blev filmet tidligt i 1988 foran en live-publikum på Jacksons Bad World Tour-turne. Videoen starter med af skærmen siger "Pepsi præsentere Michael Jackson Tour 1988" foran en hvid baggrund i 40 sekunder. Efter at have vist en sort skærm, kan Jackson ses langt væk fra, mens han optræder foran et publikum, hvor den eneste lyskilde er blåt lys. Under Jacksons optræden, er han iklædt en hvid skjorte der er knappet op, sorte bukser og har metal og læder-bælter på sine bukser, mens han synger og danser. Mellem Jacksons optræden langt væk fra, er der klip af ham tæt på, mens han synger ind i mikrofonen, udover klip af hans kvindelige guitarist Jennifer Batten der spiller bag ham. Jackson begynder at danse og synge til en kvinde der går ned af en cat-walk og danser nær guitaristen Steve Stevens. Jacksons optræden vises derefter igen langt fra og videoen ender med at Jackson afslutter sin optræden og lyset bliver blåt. Kvinder der optræder i videoen er modellen Lisa Dean.

## Live optræden
"Dirty Diana" blev fremført under Jacksons Bad World Tour-turne fra 1987 til 1989, men kun i anden halvdel, som den tiende sang i setlisten. Ifølge Jackson i et interview med Barbara Walters, var det planen at sangen skulle fremføres i 1988 på Wembley Stadium under turneen, men Jackson mente at det ville være en fornærmelse overfor Prisesse Diana, der var der som publikum, så han fik den fjernet. Efter at Diana informerede ham om at det faktisk var hendes personlige favorit, genindførte han sangen til setlisten. This Is It-koncert-koreografen Kenny Ortega, fortalte i et interview at "Dirty Diana" skulle fremføres af Jackson under koncerterne der skulle foregår i 2009 og 2010. Ortega fortalte at Jackson havde planlagt at øve sangen før han døde. Setuppet til sangen ville inkluderer en ekspert i pole-dancing, der skulle lokke Jackson hen på en gigantisk stål-seng, på hvilken hun ville udføre akrobatiske øvelser.

## Spor-liste
| 7" single, 12" maxi 1. "Dirty Diana" – 4:42 2. "Dirty Diana" (instrumental) – 4:42 3" CD single 1. "Dirty Diana" (single edit) – 4:42 2. "Dirty Diana" (instrumental) – 4:42 3. "Dirty Diana" (album version) – 4:52 | CD side 1. "Dirty Diana" – 4:40 2. "Dirty Diana" (instrumental) – 4:40 DVD side 1. "Dirty Diana (music video) – 5:08 |

## Personel
| - Skrevet og komponeret af Michael Jackson - Produceret af Quincy Jones - Co-produceret af Michael Jackson - Michael Jackson: Solo og back-up vokaler, claves - Rytmearrangement af Michael Jackson, John Barnes og Jerry Hey - Synthesizer-arrangement af Michael Jackson, Quincy Jones og John Barnes - Strege-arrangement af John Barnes - Vokalt arrangement af Michael Jackson | - Trommer af John Robinson - Trommeprogrammering af Douglas Getschal - Guitare af Paul Jackson, Jr. og David Williams - Synclavier af Christopher Currell - Synclavier-synthesis af Denny Jeager - Synthesizers af John Barnes, Michael Boddicker og Randy Waldman - Guitarsolo og Steve Stevens |